# Corteo (Cirque du Soleil)
Corteo è uno spettacolo del Cirque du Soleil che ha debuttato a Montréal il 21 aprile 2005. È ispirato al film I clowns di Federico Fellini.

## Storia
Già il 24 maggio 2005 lo spettacolo aveva battuto il record di spettatori per Montréal: più di 200.000 spettatori, ben oltre il record degli spettacoli del Cirque du Soleil allora detenuto dallo spettacolo Varekai.
Corteo è uno spettacolo di circo contemporaneo che racconta di un clown, interpretato da Mauro Mozzani, che assiste al proprio funerale che si svolge in un'atmosfera carnevalesca.
Diretto da Daniele Finzi Pasca, fondatore di Teatro Sunil e regista di vari spettacoli del Cirque Éloize, Corteo viene rappresentato nella pista di una grande tenda. L'azione si svolge su di un vasto palcoscenico formato da vari cerchi concentrici rotanti.
Nel settembre 2010 lo show è stato rappresentato per la duemillesima volta a Kazan', in Russia, mentre il numero di spettatori ha ampiamente superato i 5 milioni.